# Mesochorus agilis
Mesochorus agilis là một loài tò vò trong họ Ichneumonidae.